# Tomás Gil
Tomás Aurelio Gil Martínez (Caracas, 23 mei 1977) is een Venezolaans voormalig wielrenner en huidig ploegleider van UAE Team Emirates-XRG. Hij kwam zowel op de weg als op de baan uit. In 2012 nam hij deel aan de Olympische Spelen in Londen aan zowel de wegwedstrijd als de tijdrit. Hij eindigde respectievelijk als 70e en 33e.

## Palmares

### Baanwielrennen
| Jaar | VK | P-AK                                 | WK | Overige                                                        |
| ---- | -- | ------------------------------------ | -- | -------------------------------------------------------------- |
| 1998 |    |                                      |    | C-A en CS: · ploegenachtervolging                              |
| 1999 |    |                                      |    | Pan-Amerikaanse Spelen: 4e koppelkoers                         |
| 2000 |    |                                      |    |                                                                |
| 2001 |    |                                      |    |                                                                |
| 2002 |    |                                      |    | C-A en CS: · ploegenachtervolging · koppelkoers                |
| 2003 |    |                                      |    |                                                                |
| 2004 |    | achtervolging · ploegenachtervolging |    |                                                                |
| 2005 |    |                                      |    |                                                                |
| 2006 |    | ploegenachtervolging                 |    | C-A en CS: · ploegenachtervolging · achtervolging              |
| 2007 |    | achtervolging · ploegenachtervolging |    | Pan-Amerikaanse Spelen: · achtervolging · ploegenachtervolging |

### Wegwielrennen
2006
 Venezolaans kampioen tijdrijden, Elite
2007
 Venezolaans kampioen op de weg, Elite
2008
 Venezolaans kampioen tijdrijden, Elite
2010
 Venezolaans kampioen tijdrijden, Elite
8e etappe Ronde van Venezuela
Eindklassement Ronde van Venezuela
2011
6e etappe deel B Vuelta a la Independencia Nacional
Eindklassement Vuelta a la Independencia Nacional
2012
 Venezolaans kampioen tijdrijden, Elite
2e etappe Ronde van Táchira

#### Resultaten in voornaamste wedstrijden
| Jaar | Ronde van Italië | Ronde van Frankrijk | Ronde van Spanje |
| ---- | ---------------- | ------------------- | ---------------- |
| 2013 | opgave           |                     |                  |

| Jaar | Milaan-San Remo |
| ---- | --------------- |
| 2013 | 121e            |

## Ploegen
- 2012 –  Androni Giocattoli-Venezuela
- 2013 –  Androni Giocattoli-Venezuela
- 2014 –  Neri Sottoli (vanaf 25-3)
- 2015 –  Southeast (vanaf 10-6)
- 2016 –  Wilier Triestina-Southeast[1]

Andriato · Bellini · Carretero · Cecchinel · Chicchi · Colli · Conti · Dal Col · De Patre · Failli · Fedi · Finetto · Fonzi · Gil · Miletta · Monsalve · Ponzi · Pozzo · Rabottini · Taborre · Tedeschi · Viola (stagiair)
Andriato · Belletti · Bertazzo · Busato · Carretero · Cecchinel · Conti · Dal Col · Favilli · Fedi · Finetto · Fonzi · Gavazzi · Gil · Mareczko · Monsalve · Petacchi · Ponzi · Tedeschi · Wackermann · Zhupa · Amezqueta (stagiair) · Rodríguez (stagiair)
Amezqueta · Andriato · Belletti · Bertazzo · Busato · Conti · Dal Col · Draperi · Ducournau · Fedi · Fonzi · Gil · Godoy · Mareczko · Martínez · Pozzato · Rodríguez · Sanz · Tedeschi · Trosino · Zhupa · Cañaveral (stagiair) · Errazkin (stagiair) · Raileanu (stagiair)